# Louis Le Hir
Pour les articles homonymes, voir Le Hir.
Louis Le Hir est un artiste, scénariste et illustrateur de bande dessinée né le 1er octobre 1986 à Paris et mort le 2 décembre 2020 dans la même ville. Il est le fils de l'auteur de bande dessinée Jean Louis Le Hir.

## Biographie
Louis Le Hir est le fils de l'auteur Jean Louis Le Hir ; il a étudié en arts plastiques à la Sorbonne à Paris, et y a obtenu la licence. Il a contribué en tant qu'illustrateur à la revue Tango,.
Louis Le Hir a publié cinq albums de bande dessinée aux éditions Mosquito. Trois d'entre eux forment la série Clown,, (remarquée dès le premier tome), tandis que l'auteur revisite des contes traditionnels avec les œuvres Hansel et Gretel et Le Petit Poucet,,. Sa sixième bande dessinée, Bouche de Cuir, en cours de colorisation au moment de son décès en décembre 2020,, est finalisée par son père et collaborateur, Jean Louis Le Hir.
En parallèle de son activité d'auteur de bandes dessinées, il était bouquiniste sur les quais de Seine, 21 quai des Grands Augustins à Paris,.

## Regards sur l’œuvre
Dans la série Clown, le tome 1 fait rencontrer le personnage géant grimé et solitaire du Clown, qui adopte une fillette, Zoé,, et l'éduque ; alors qu'elle grandit, le Clown les fait renouer avec le monde en travaillant dans un cirque. Mais lui reprend d'anciennes habitudes d'ivresse tandis qu'elle fait de premières rencontres dont une amoureuse. L. Cirade sur BD Gest' souligne que le dessin suffit quasiment à porter le récit, accompagné d'une voix off laconique et de peu de dialogues, notamment en première partie de l'album. L'histoire, bien que relativement brève, amène de l'émotion chez le lecteur ; toutefois, L. Cirade regrette l'esthétique de quelques personnages tout en précisant que dans cet ouvrage, c'est essentiellement l'ambiance qui entraîne le lecteur vers ce que veulent lui faire passer l'auteur et le coloriste, avec « quelque chose d'envoûtant et finalement d'assez unique ». Mick Léonard dans Planète BD que ce premier album de Louis Le Hir révèle « une réelle patte » graphique de son auteur et un ouvrage qui est un « bel objet sombrement onirique qui se distingue des parutions sans âme, et annonce la promesse de futures découvertes passionnantes sous la plume de Louis Le Hir ». Mick Léonard indique aussi que, malgré une intrigue simple, il y a une tension maintenue au fil de l'album, entre première partie très mutique mais assez heureuse et suite plus dramatique, qu'on peut soupçonner dès les débuts avec le personnage particulier du clown. Avec le tome 2, American Clown, le personnage du Clown, qui vit de combats clandestins, voyage dans les villes du monde et se retrouve aux États-Unis , où il partage un temps de cheminement commun avec Sinead, une jeune femme immigrante elle aussi. Benoît Cassel dans Planète BD parle d'un album mêlant récit d'initiation, poésie et mélancolie, avec une grande importance pour le graphisme dans le récit. Le tome 3, Jeff - Clown, établit, dans les années 1920, le retour à Paris de Jeff et Clown, à la suite d'un périple en France, accompagnés du personnage du « petit », qui cherche sa fille. Dans Planète BD, Joseph Arrouet parle d'un album « peu bavard [qui] vaut plus par son ambiance saisissante et froide, parsemée d’éclairs de bonheur, que par son histoire au final tragique mais banale », tout en soulignant le fait qu'il laisse à réfléchir et remet en perspective les misères avec la vie qui se poursuit. Le journaliste Yal Sadat indique en 2021 que l'univers de Clown est « très mutique, à l’image de Louis [Le Hir], qui avait la grande politesse des taiseux : l’intensité du trait vaut mieux qu’un long discours ».
Hansel et Gretel (2013) de Louis et Jean Louis Le Hir consiste en une adaptation du conte mis à l'écrit par les frères Grimm. Catherine Gentile, sur BDZoom, s'enthousiasme pour cet album, qui passe nombre de sentiments et d'émotions par le biais de la mise en page et du dessin davantage que par des textes ; au cours du récit, les auteurs jouent de contrastes et d'ambiances pour nourrir celui-ci et en faire ressortir le côté dramatique ou plaisant, selon les moments de l'histoire, voire l'opposition entre les deux. Catherine Gentile indique que « Le Hir nous offre ici un véritable travail d'orfèvre, délicat et sensible ».
Le Petit Poucet (2018) de Louis et Jean Louis Le Hir est une adaptation du conte initialement mis sur papier par Charles Perrault, que les Le Hir situent durant la Guerre de Cent Ans. Selon Jack Chaboud dans la revue Humanisme, celle-ci en tant qu'adaptation illustrée se place « au côté de celles d’Arthur Rackham ou Gustave Doré ». Jack Chaboud précise que cet album reste proche de l'ouvrage Hansel et Gretel des mêmes auteurs, avec des éléments qui les rassemblent ; mais il note en particulier « la beauté plastique qui l'illumine », tant dans les paysages, les personnages que dans la mise en page portant le récit. Selon Jacques Schraûwen dans Actua BD, Le Petit Poucet des Le Hir « est un vrai petit bijou » , porté par le dessin expressionniste de Louis Le Hir, qui tire parti des influences de Munoz aussi bien que de celles du manga pour les mouvements des personnages, tout en étant un album de bande dessinée européenne. De plus, cet album reprend le conte tout en ne renouvelant pas les codes qui les ont adouci pour en faire des histoires pour enfants.
Le journaliste, critique et historien de la bande dessinée, Henri Filippini note en 2020 dans BDZoom que Louis Le Hir « avait un trait personnel à la fois dépouillé et riche » ; et ce journaliste souligne par ailleurs l'originalité de ses adaptations d'Hansel et Gretel et Le Petit Poucet.

## Influences
Louis Le Hir admirait le travail du dessinateur José Munoz, mais aussi d'artistes tels que Carlos Sampayo, Georges Grosz, David Goodis et Jim Thompson.

## Œuvres

### Bande dessinée
- Clown, avec Jean Louis Le Hir, éditions Mosquito. 
  - Clown, Mosquito, 2012 - tome 1[4],[12]  (ISBN 2-352-83075-3)
  - American Clown, Mosquito. 2014 - tome 2[5]  (ISBN 978-2-352-83268-3)
  - Jeff Clown, Mosquito. 2015 - tome 3[6]  (ISBN 978-2-352-83292-8)
- Hansel et Gretel avec Jean Louis Le Hir, Mosquito, 2013  (ISBN 2-352-83099-0)
- Le Petit Poucet avec Jean Louis Le Hir, Mosquito[9], 2018[14]  (ISBN 2-352-83099-0)
- Bouche De Cuir avec Jean Louis Le Hir, Mosquito, (en cours en 2020)

### Illustration
- Collaboration pour la revue Tango

## Récompenses
- Premier prix du festival de Sérignan pour Clown (2012)[2],[15],[6]
- Prix Coup de Pouce du Festival de BDécines pour Jeff Clown (2016)[16]